# Carl McHugh
Carl Gerard McHugh (* 5. Februar 1993 in Lettermacaward) ist ein irischer Fußballspieler.

## Karriere

### Verein
Carl McHugh wurde 1993 im irischen Lettermacaward im County Donegal geboren. Als 16-Jähriger wechselte er in die Jugendakademie des englischen Vereins FC Reading. Von dort aus wurde er im Sommer 2011 zurück nach Irland zum Dundalk FC verliehen. Für den Verein absolvierte er 12 Spiele in der League of Ireland. Nach seiner Rückkehr nach Reading im November 2011 wechselte McHugh im August 2012 zum englischen Viertligisten Bradford City. Gleich in der ersten Saison erreichte McHugh mit dem Verein als erster Viertligist seit 1962 das Finale des englischen Ligapokals. Im Endspiel unterlag Bradford City am 24. Februar 2013 mit McHugh in der Startelf gegen den Erstligisten Swansea City mit 0:5. In derselben Saison gelang nach einem Playoff-Sieg gegen Northampton Town der Aufstieg in die Football League One. Im Juni 2014 wechselte McHugh zu Plymouth Argyle und zwei Spielzeiten später zum FC Motherwell nach Schottland. Im Juni 2017 wurde er zum Mannschaftskapitän ernannt. Mit Motherwell erreichte er in der Saison 2017/18 das Finale im schottischen Ligapokal, das gegen Celtic Glasgow verloren wurde. Am 9. Juni 2019 wechselte er dann weiter zum indischen Erstligisten Amar Tomar Kolkata, der 2020 mit Mohan Bagan AC fusionierte. 2023 verließ Mc Hugh Mohan Bagan AC und schloss sich dem Ligakonkurrent FC Goa an.

### Nationalmannschaft
Carl McHugh spielte in der irischen U-17- und U-19-Nationalmannschaft, bevor er im Februar 2013 zweimal in der U-21 gegen die Niederlande und Portugal zum Einsatz kam. Für die irische A-Nationalmannschaft spielte er nie.